# Pârâul Caprelor
Pârâul Caprelor este un curs de apă, afluent al râului Izvorul. 